# Laguna Brava (Guatemala)

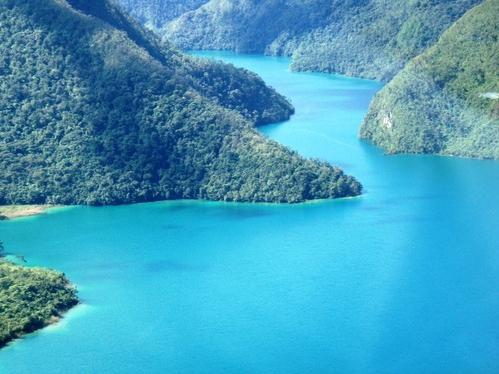
La Laguna Brava, en Huehuetenango.

La Laguna Brava (o también conocido como Ob' nhajab' del maya-chuj Ob, que significa bravo y Nhajab’ que significa lago) es un manto lacustre que se encuentra en Huehuetenango, Guatemala, a 1142 metros de altura sobre el nivel del mar. De difícil acceso, se sitúa en las aldeas: Aldea El Aguacate Yuxquén Yalambojoch, de mayoría étnica maya-chuj, cerca de la frontera con México, en la región de La Aldea El Aguacate, Nentón, Huehuetenango. 
El nombre del lago proviene de las voces maya-chuj ob, que significa "brava", y nhajab, que se traduce como "laguna"; así, se le llama Ob' nhajab' por la deformación de ambos términos. Esta toponimia se justifica por el sonido que provoca el viento al insuflar entre las laderas escarpadas de los montes que rodean al lago y que en él van generando cascadas abruptas. Con un estimado de más de cinco kilómetros de largo (8.9 km, según los cálculos), es el segundo lago de mayor extensión en el occidente de Guatemala, después del lago de Atitlán. Debido al aislamiento del área y la escasez de emplazamientos populosos, el entorno boscoso del lago mantiene un grado de conservación considerablemente alto, aunque no dejan de presentarse focos de tala.

## Geología
Tiene origen cárstico, pues forma un embalse natural a través de fallas geológicas donde abundan concentraciones de caliza. Siendo parte de una serie de más de 60 lagos, lagunas y cenotes que se dilata entre Huehuetenango, y Chiapas, México, denominada como"Parque Nacional Lagunas de Montebello" en territorio mexicano. Y "Laguna Brava" en territorio guatemalteco.  

## Ecología
Este lago está rodeado de elevados montes cubiertos de vegetación profusa, típica del altiplano guatemalteco, en especial coníferas. La hermosura natural del lugar se enmarca dentro del frío y la neblina propios de la altitud. Nutrido por ríos numerosos que descienden de la extensa cadena orográfica de los Cuchumatanes, que posee algunas de las cumbres más altas de Guatemala, y por corrientes subterráneas, una de las particularidades del lago es el intenso colorido azul turquesa de sus aguas, cambiantes incluso en diversas tonalidades azules.
Entre la fauna del lugar se tienen registradas especies como cerdos salvajes, múltiples aves endémicas y migratorias, tepezcuintles, armadillos, venados, y depredadores como tigrillos y jaguares. La flora es tan heterogénea, que aún no se cuenta con un sumario completo de toda la vegetación; no obstante, por la cercanía con el territorio mexicano, ésta sí está registrada en estudios de ese país, según el Centro Universitario de Estudios Conservacionistas de Guatemala. Circundan a este gran manto acuático otros cuerpos de agua que miden entre 300 y 800 metros de largo y ancho. Chaquinal es uno de ellos, en grave peligro por la contaminación que causa la cercana carretera que une Nentón y Gracias a Dios, punto fronterizo, muy afluido, con México. También están las lagunas Mirabel, Kail y Tziscao. Esta última se ubica, en su mayor parte, en territorio chiapaneco.